# Großsteingrab Lebbin
Das Großsteingrab Lebbin (wegen der Umbenennung des Ortes in älterer Literatur unter Großsteingrab Blücher geführt) war eine megalithische Grabanlage der jungsteinzeitlichen Trichterbecherkultur bei Göhren-Lebbin im Landkreis Mecklenburgische Seenplatte (Mecklenburg-Vorpommern). Es wurde von Robert Beltz 1899 noch als erhalten geführt und wurde wohl erst im frühen 20. Jahrhundert zerstört.

## Lage
Die genaue Lage des Grabes ist nicht überliefert. Südöstlich von Göhren-Lebbin befindet sich das noch erhaltene Großsteingrab Wendhof.

## Beschreibung
Robert Beltz gab lediglich an, dass die Anlage ein Hünenbett besaß. Über Ausrichtung, Maße und den genauen Grabtyp liegen keine näheren Angaben vor.